# 巴尔德亚韦利亚诺德特拉
巴尔德亚韦利亚诺德特拉，是西班牙卡斯蒂利亚-莱昂索里亚省的一个市镇。总面积19平方公里，总人口255人（2001年），人口密度13人/平方公里。